# Coppa Italia 1984-1985 (turni preliminari)

Una fase della sfida del 29 agosto 1984 a San Siro tra e (3-1) valevole per il girone 2.

Questa voce raccoglie un approfondimento sulle gare dei turni preliminari dell'edizione 1984-1985 della Coppa Italia di calcio.

## Primo turno

### Girone 1
| Squadra   | P.ti | G | V | N | P | GF | GS | DR |
| --------- | ---- | - | - | - | - | -- | -- | -- |
| Milan     | 7    | 5 | 2 | 3 | 0 | 6  | 3  | +3 |
| Parma     | 6    | 5 | 2 | 2 | 1 | 4  | 3  | +1 |
| Triestina | 6    | 5 | 2 | 2 | 1 | 3  | 4  | -1 |
| Como      | 5    | 5 | 2 | 1 | 2 | 6  | 4  | +2 |
| Carrarese | 3    | 5 | 1 | 1 | 3 | 5  | 7  | -2 |
| Brescia   | 3    | 5 | 0 | 3 | 2 | 4  | 7  | -3 |

Parma qualificato per la migliore differenza reti
| 22 agosto 1984 | Carrarese | 2 – 0 | Como |  |

| 22 agosto 1984 | Parma | 1 – 2 | Milan |  |

| 22 agosto 1984 | Triestina | 1 – 0 | Brescia |  |

| 26 agosto 1984 | Milan | 1 – 1 | Brescia |  |

| 26 agosto 1984 | Como | 0 – 1 | Parma |  |

| 26 agosto 1984 | Triestina | 2 – 1 | Carrarese |  |

| 29 agosto 1984 | Brescia | 1 – 1 | Parma |  |

| 29 agosto 1984 | Carrarese | 0 – 2 | Milan |  |

| 29 agosto 1984 | Como | 3 – 0 | Triestina |  |

| 2 settembre 1984 | Carrarese | 2 – 2 | Brescia |  |

| 2 settembre 1984 | Milan | 1 – 1 | Como |  |

| 2 settembre 1984 | Parma | 0 – 0 | Triestina |  |

| 9 settembre 1984 | Brescia | 0 – 2 | Como |  |

| 9 settembre 1984 | Parma | 1 – 0 | Carrarese |  |

| 9 settembre 1984 | Triestina | 0 – 0 | Milan |  |

### Girone 2
| Squadra     | P.ti | G | V | N | P | GF | GS | DR |
| ----------- | ---- | - | - | - | - | -- | -- | -- |
| Inter       | 9    | 5 | 4 | 1 | 0 | 9  | 1  | +8 |
| Pisa        | 7    | 5 | 2 | 3 | 0 | 9  | 5  | +4 |
| Avellino    | 6    | 5 | 2 | 2 | 1 | 4  | 4  | 0  |
| Bologna     | 4    | 5 | 1 | 2 | 2 | 4  | 5  | -1 |
| Francavilla | 2    | 5 | 0 | 2 | 3 | 5  | 9  | -4 |
| SPAL        | 2    | 5 | 0 | 2 | 3 | 4  | 11 | -7 |

| 22 agosto 1984 | Bologna | 0 – 0 | Avellino |  |

| 22 agosto 1984 | Francavilla | 0 – 0 | Pisa |  |

| 22 agosto 1984 | SPAL | 0 – 3 | Inter |  |

| 26 agosto 1984 | Francavilla | 1 – 2 | Avellino |  |

| 26 agosto 1984 | Bologna | 0 – 0 | SPAL |  |

| 26 agosto 1984 | Pisa | 0 – 0 | Inter |  |

| 29 agosto 1984 | Inter | 3 – 1 | Francavilla |  |

| 29 agosto 1984 | Pisa | 2 – 1 | Bologna |  |

| 29 agosto 1984 | Avellino | 1 – 0 | SPAL |  |

| 2 settembre 1984 | Bologna | 0 – 1 | Inter |  |

| 2 settembre 1984 | Avellino | 1 – 1 | Pisa |  |

| 2 settembre 1984 | SPAL | 1 – 1 | Francavilla |  |

| 9 settembre 1984 | Francavilla | 2 – 3 | Bologna |  |

| 9 settembre 1984 | Inter | 2 – 0 | Avellino |  |

| 9 settembre 1984 | SPAL | 3 – 6 | Pisa |  |

### Girone 3
| Squadra   | P.ti | G | V | N | P | GF | GS | DR |
| --------- | ---- | - | - | - | - | -- | -- | -- |
| Roma      | 8    | 5 | 3 | 2 | 0 | 8  | 2  | +6 |
| Genoa     | 6    | 5 | 2 | 2 | 1 | 7  | 4  | +3 |
| Lazio     | 6    | 5 | 2 | 2 | 1 | 8  | 6  | +2 |
| Varese    | 5    | 5 | 0 | 5 | 0 | 2  | 2  | 0  |
| Padova    | 4    | 5 | 1 | 2 | 2 | 3  | 5  | -2 |
| Pistoiese | 1    | 5 | 0 | 1 | 4 | 1  | 10 | -9 |

Genoa qualificato per la migliore differenza reti
| 22 agosto 1984 | Genoa | 0 – 0 | Varese |  |

| 22 agosto 1984 | Lazio | 2 – 0 | Padova |  |

| 22 agosto 1984 | Pistoiese | 0 – 1 | Roma |  |

| 26 agosto 1984 | Genoa | 1 – 1 | Lazio |  |

| 26 agosto 1984 | Pistoiese | 0 – 0 | Varese |  |

| 26 agosto 1984 | Roma | 2 – 2 | Padova |  |

| 29 agosto 1984 | Lazio | 3 – 1 | Pistoiese |  |

| 29 agosto 1984 | Padova | 0 – 1 | Genoa |  |

| 29 agosto 1984 | Varese | 0 – 0 | Roma |  |

| 2 settembre 1984 | Padova | 1 – 0 | Pistoiese |  |

| 2 settembre 1984 | Roma | 3 – 0 | Genoa |  |

| 2 settembre 1984 | Varese | 2 – 2 | Lazio |  |

| 9 settembre 1984 | Genoa | 5 – 0 | Pistoiese |  |

| 9 settembre 1984 | Padova | 0 – 0 | Varese |  |

| 9 settembre 1984 | Roma | 2 – 0 | Lazio |  |

### Girone 4
| Squadra           | P.ti | G | V | N | P | GF | GS | DR |
| ----------------- | ---- | - | - | - | - | -- | -- | -- |
| Empoli            | 7    | 5 | 3 | 1 | 1 | 8  | 5  | +3 |
| Torino            | 7    | 5 | 2 | 3 | 0 | 4  | 1  | +3 |
| Cesena            | 4    | 5 | 1 | 2 | 2 | 5  | 5  | 0  |
| Lanerossi Vicenza | 4    | 5 | 1 | 2 | 2 | 6  | 7  | -1 |
| Monza             | 4    | 5 | 1 | 2 | 2 | 4  | 6  | -2 |
| Cremonese         | 4    | 5 | 1 | 2 | 2 | 6  | 9  | -3 |

| 22 agosto 1984 | Cesena | 0 – 0 | Torino |  |

| 22 agosto 1984 | Lanerossi Vicenza | 2 – 0 | Cremonese |  |

| 22 agosto 1984 | Monza | 0 – 1 | Empoli |  |

| 26 agosto 1984 | Empoli | 4 – 2 | Lanerossi Vicenza |  |

| 26 agosto 1984 | Monza | 0 – 2 | Cesena |  |

| 26 agosto 1984 | Torino | 3 – 1 | Cremonese |  |

| 29 agosto 1984 | Cesena | 1 – 2 | Empoli |  |

| 29 agosto 1984 | Cremonese | 2 – 2 | Monza |  |

| 29 agosto 1984 | Lanerossi Vicenza | 0 – 0 | Torino |  |

| 2 settembre 1984 | Cremonese | 1 – 1 | Empoli |  |

| 2 settembre 1984 | Lanerossi Vicenza | 1 – 1 | Cesena |  |

| 2 settembre 1984 | Torino | 0 – 0 | Monza |  |

| 9 settembre 1984 | Cesena | 1 – 2 | Cremonese |  |

| 9 settembre 1984 | Empoli | 0 – 1 | Torino |  |

| 9 settembre 1984 | Monza | 2 – 1 | Lanerossi Vicenza |  |

### Girone 5
| Squadra    | P.ti | G | V | N | P | GF | GS | DR |
| ---------- | ---- | - | - | - | - | -- | -- | -- |
| Verona     | 9    | 5 | 4 | 1 | 0 | 13 | 4  | +9 |
| Campobasso | 6    | 5 | 2 | 2 | 1 | 7  | 4  | +3 |
| Ascoli     | 5    | 5 | 2 | 1 | 2 | 4  | 4  | 0  |
| Benevento  | 5    | 5 | 2 | 1 | 2 | 6  | 8  | -2 |
| Casarano   | 3    | 5 | 1 | 1 | 3 | 2  | 8  | -6 |
| Catania    | 2    | 5 | 1 | 0 | 4 | 3  | 7  | -4 |

| 22 agosto 1984 | Campobasso | 2 – 0 | Catania |  |

| 22 agosto 1984 | Casarano | 0 – 1 | Ascoli |  |

| 22 agosto 1984 | Verona | 4 – 2 | Benevento |  |

| 26 agosto 1984 | Benevento | 1 – 1 | Casarano |  |

| 26 agosto 1984 | Campobasso | 0 – 0 | Verona |  |

| 26 agosto 1984 | Catania | 0 – 1 | Ascoli |  |

| 29 agosto 1984 | Ascoli | 2 – 2 | Campobasso |  |

| 29 agosto 1984 | Benevento | 1 – 0 | Catania |  |

| 29 agosto 1984 | Verona | 5 – 0 | Casarano |  |

| 2 settembre 1984 | Ascoli | 0 – 1 | Benevento |  |

| 2 settembre 1984 | Casarano | 1 – 0 | Campobasso |  |

| 2 settembre 1984 | Catania | 2 – 3 | Verona |  |

| 9 settembre 1984 | Campobasso | 3 – 1 | Benevento |  |

| 9 settembre 1984 | Catania | 1 – 0 | Casarano |  |

| 9 settembre 1984 | Verona | 1 – 0 | Ascoli |  |

### Girone 6
| Squadra   | P.ti | G | V | N | P | GF | GS | DR  |
| --------- | ---- | - | - | - | - | -- | -- | --- |
| Sampdoria | 8    | 5 | 3 | 2 | 0 | 17 | 6  | +11 |
| Bari      | 7    | 5 | 3 | 1 | 1 | 10 | 4  | +6  |
| Catanzaro | 7    | 5 | 3 | 1 | 1 | 8  | 6  | +2  |
| Udinese   | 5    | 5 | 2 | 1 | 2 | 10 | 8  | +2  |
| Lecce     | 3    | 5 | 1 | 1 | 3 | 10 | 9  | +1  |
| Cavese    | 0    | 5 | 0 | 0 | 5 | 2  | 24 | -22 |

Bari qualificato per la migliore differenza reti
| 22 agosto 1984 | Bari | 1 – 1 | Lecce |  |

| 22 agosto 1984 | Catanzaro | 1 – 1 | Sampdoria |  |

| 22 agosto 1984 | Cavese | 0 – 3 | Udinese |  |

| 26 agosto 1984 | Bari | 2 – 1 | Udinese |  |

| 26 agosto 1984 | Cavese | 1 – 2 | Catanzaro |  |

| 26 agosto 1984 | Lecce | 0 – 3 | Sampdoria |  |

| 29 agosto 1984 | Catanzaro | 0 – 1 | Bari |  |

| 29 agosto 1984 | Sampdoria | 8 – 1 | Cavese |  |

| 29 agosto 1984 | Udinese | 2 – 1 | Lecce |  |

| 2 settembre 1984 | Catanzaro | 2 – 1 | Udinese |  |

| 2 settembre 1984 | Lecce | 6 – 0 | Cavese |  |

| 2 settembre 1984 | Sampdoria | 2 – 1 | Bari |  |

| 9 settembre 1984 | Bari | 5 – 0 | Cavese |  |

| 9 settembre 1984 | Lecce | 2 – 3 | Catanzaro |  |

| 9 settembre 1984 | Udinese | 3 – 3 | Sampdoria |  |

### Girone 7
| Squadra        | P.ti | G | V | N | P | GF | GS | DR  |
| -------------- | ---- | - | - | - | - | -- | -- | --- |
| Juventus       | 9    | 5 | 4 | 1 | 0 | 17 | 2  | +15 |
| Cagliari       | 6    | 5 | 3 | 0 | 2 | 7  | 6  | +1  |
| Atalanta       | 6    | 5 | 1 | 4 | 0 | 6  | 5  | +1  |
| Taranto        | 4    | 5 | 1 | 2 | 2 | 5  | 6  | -1  |
| Palermo        | 3    | 5 | 1 | 1 | 3 | 4  | 11 | -7  |
| Sambenedettese | 2    | 5 | 0 | 2 | 3 | 1  | 10 | -9  |

Cagliari qualificato per il maggiore numero di reti segnate a parità di differenza reti
| 22 agosto 1984 | Juventus | 6 – 0 | Palermo |  |

| 22 agosto 1984 | Sambenedettese | 0 – 2 | Cagliari |  |

| 22 agosto 1984 | Taranto | 2 – 2 | Atalanta |  |

| 26 agosto 1984 | Cagliari | 0 – 3 | Juventus |  |

| 26 agosto 1984 | Sambenedettese | 0 – 0 | Atalanta |  |

| 26 agosto 1984 | Taranto | 1 – 0 | Palermo |  |

| 29 agosto 1984 | Atalanta | 1 – 0 | Cagliari |  |

| 29 agosto 1984 | Juventus | 1 – 0 | Taranto |  |

| 29 agosto 1984 | Palermo | 2 – 0 | Sambenedettese |  |

| 2 settembre 1984 | Atalanta | 2 – 2 | Juventus |  |

| 2 settembre 1984 | Cagliari | 3 – 1 | Palermo |  |

| 2 settembre 1984 | Sambenedettese | 1 – 1 | Taranto |  |

| 9 settembre 1984 | Juventus | 5 – 0 | Sambenedettese |  |

| 9 settembre 1984 | Palermo | 1 – 1 | Atalanta |  |

| 9 settembre 1984 | Taranto | 1 – 2 | Cagliari |  |

### Girone 8
| Squadra    | P.ti | G | V | N | P | GF | GS | DR |
| ---------- | ---- | - | - | - | - | -- | -- | -- |
| Fiorentina | 8    | 5 | 3 | 2 | 0 | 11 | 2  | +9 |
| Napoli     | 8    | 5 | 3 | 2 | 0 | 11 | 2  | +9 |
| Arezzo     | 5    | 5 | 2 | 1 | 2 | 4  | 7  | -3 |
| Pescara    | 4    | 5 | 1 | 2 | 2 | 4  | 7  | -3 |
| Casertana  | 4    | 5 | 1 | 2 | 2 | 2  | 5  | -3 |
| Perugia    | 1    | 5 | 0 | 1 | 4 | 0  | 9  | -9 |

| 22 agosto 1984 | Casertana | 0 – 0 | Pescara |  |

| 22 agosto 1984 | Napoli | 4 – 1 | Arezzo |  |

| 22 agosto 1984 | Perugia | 0 – 4 | Fiorentina |  |

| 26 agosto 1984 | Arezzo | 1 – 0 | Perugia |  |

| 26 agosto 1984 | Casertana | 0 – 3 | Napoli |  |

| 26 agosto 1984 | Pescara | 0 – 3 | Fiorentina |  |

| 29 agosto 1984 | Arezzo | 1 – 1 | Pescara |  |

| 29 agosto 1984 | Fiorentina | 1 – 1 | Casertana |  |

| 29 agosto 1984 | Perugia | 0 – 0 | Napoli |  |

| 2 settembre 1984 | Casertana | 1 – 0 | Perugia |  |

| 2 settembre 1984 | Fiorentina | 2 – 0 | Arezzo |  |

| 2 settembre 1984 | Pescara | 0 – 3 | Napoli |  |

| 9 settembre 1984 | Arezzo | 1 – 0 | Casertana |  |

| 9 settembre 1984 | Napoli | 1 – 1 | Fiorentina |  |

| 9 settembre 1984 | Perugia | 0 – 3 | Pescara |  |